# Peter Jukes
Peter Jukes és un dramaturg anglès. Va estudiar al Queen's College de Cambridge on va rebre un double first en literatura anglesa. Des d'aleshores ha escrit per a diferents formats: teatre, llibres, ràdio, televisió, discursos polítics i mitjans interactius. Durant els anys noranta va escriure articles sobre computació i els nous mitjans per al New Statesman. El seu llibre sobre la vida urbana i la modernitat A shout in the street (1990), ha estat publicat als Estats Units i al Regne Unit. Com a dramaturg i director de teatre ha guanyat diversos premis, com l'Edinburgh Fringe First (1984), i el 1991 va escriure el guió per al musical Matador, guardonat amb l'Olivier Award-Winning West End. Ha escrit molts guions per a televisió, entre ells el de la reeixida sèrie In deep (2001-2003) del canal BBC1 i el de Waking the dead (2002-2006), guanyadora d'un Emmy.